# La solitaria delle Asturie (Mercadante)
La solitaria delle Asturie ossia La Spagna ricuperata è un'opera in cinque atti di Saverio Mercadante, su libretto di Felice Romani. La prima rappresentazione ebbe luogo al Teatro la Fenice di Venezia il 12 marzo 1840.
Gli interpreti della prima rappresentazione furono:
| Personaggio  | Interprete           |
| ------------ | -------------------- |
| La solitaria | Amalia Schütz Oldosi |
| Pelagio      | Francesco Pedrazzi   |
| Elvira       | Adelaide Moltini     |
| Gusmano      | Pietro Balzar        |
| Ramiro       | N. N.                |
| Manuza       | Augusto Razzanelli   |

Sullo stesso libretto era stata musicata l'opera omonima di Carlo Coccia, del 1838.

## Trama
La scena ha luogo nella valle d'Ausena e nelle vicinanze di Canga, nelle montagne delle Asturie, nel 716.